# Список стран по континентам
Это — список стран мира по континентам вместе со своими государственными флагами и столицами. 

## Деление стран по политическому критерию
В этом списке страны распределены по политическому критерию, с использованием геосхемы, составленной Статистическим отделом ООН.

### Африка
| Страна                                                          | Столица | Примечания |
| --------------------------------------------------------------- | --- | --- |
| Алжир                                                           | Алжир | |
| Амбазония                                                       | Буэа | Де-факто суверенное государство, не имеющее международного признания Признаётся ООН де-юре как часть Камеруна |
| Ангола                                                          | Луанда | |
| Бенин                                                           | Порто-Ново | местопребывание правительства — Котону |
| Ботсвана                                                        | Габороне | |
| Буркина-Фасо                                                    | Уагадугу | |
| Бурунди                                                         | Бужумбура | |
| Габон                                                           | Либревиль | |
| Гамбия                                                          | Банжул | |
| Гана                                                            | Аккра | |
| Гвинея                                                          | Конакри | |
| Гвинея-Бисау                                                    | Бисау | |
| Джибути                                                         | Джибути | |
| Египет                                                          | Каир | |
| Замбия                                                          | Лусака | |
| Зимбабве                                                        | Хараре | |
| Кабо-Верде                                                      | Прая | |
| Камерун                                                         | Яунде | |
| Канарские острова                                               | Лас-Пальмас де Гран-Канария и Санта-Круз де Тенерифе                                                                | Автономное сообщество Испании |
| Кения                                                           | Найроби | |
| Коморы                                                          | Морони | |
| Демократическая Республика Конго                                | Киншаса | |
| Республика Конго                                                | Браззавиль | |
| Кот-д’Ивуар                                                     | Ямусукро | местопребывание правительства — Абиджан |
| Лесото                                                          | Масеру | |
| Либерия                                                         | Монровия | |
| Ливия                                                           | Триполи | |
| Маврикий                                                        | Порт-Луи | |
| Мавритания                                                      | Нуакшот | |
| Мадагаскар                                                      | Антананариву | |
| Мадейра                                                         | Фуншал | Автономный регион Португалии |
| Майотта                                                         | Мамудзу | Заморская община Франции |
| Малави                                                          | Лилонгве | |
| Мали                                                            | Бамако | |
| Марокко                                                         | Рабат | |
| Мелилья                                                         | | Автономный город Испании |
| Мозамбик                                                        | Мапуту | |
| Намибия                                                         | Виндхук | |
| Нигер                                                           | Ниамей | |
| Нигерия                                                         | Абуджа | |
| Реюньон                                                         | Сен-Дени | Заморский регион Франции |
| Руанда                                                          | Кигали | |
| Сан-Томе и Принсипи                                             | Сан-Томе | |
| Сахарская Арабская Демократическая Республика (Западная Сахара) | Эль-Аюн (заявленная), Тифарити (фактическая временная)                                                              | Сахарская Арабская Демократическая Республика оспаривает с Марокко территорию Западной Сахары, большая часть которой (около 80%) оккупирована Марокко. Фактически, САДР контролирует лишь остальные 20% территории (т.наз., Свободную зону). |
| Эсватини                                                        | Мбабане (административная), Лобамба (королевская и законодательная)                                                 | |
| Острова Святой Елены, Вознесения и Тристан-да-Кунья             | Джеймстаун | Заморская территория Великобритании |
| Сенегал                                                         | Дакар | |
| Сейшельские Острова                                             | Виктория | |
| Сеута                                                           | | Автономный город Испании |
| Сомали                                                          | Могадишо | Де-факто государство, распавшееся в результате гражданской войны и деятельности сепаратистов на множество частей. В настоящее время небольшая часть провинций страны объединена общепризнанным федеральным правительством. |
| Сомалиленд                                                      | Харгейса | Де-факто суверенное государство, не имеющее полного международного признания Признаётся ООН де-юре как часть Сомали |
| Хатумо                                                          | Ласъанод — с 2007 года под контролем Сомалиленда, Талех — с 2014 года под контролем Сомалиленда, Буходле — временно | Самопровозглашённое в 2010 году государство, получившее признание как автономия со стороны Федерального правительства Сомали. Де-факто государство, не имеющее полного международного признания. С 2016 года ведёт переговоры с Сомалилендом о вхождении в состав последнего в связи с утратой контроля над территорией, которая в значительной мере занята Сомалилендом. Признаётся ООН де-юре как часть Сомали. Наряду с названием Сомалийское Государство Хатумо употребляется аббревиатура CCA (Соль-Санаг-Айн), а также встречается историческое название Государство дервишей (Дервишленд). Название Нортленд уже не используется. |
| Пунтленд                                                        | Гароуэ | Де-факто суверенное государство, не имеющее полного международного признания, получившее признание как автономия со стороны Федерального правительства Сомали. Признаётся ООН де-юре как часть Сомали. |
| Судан                                                           | Хартум | |
| Сьерра-Леоне                                                    | Фритаун | |
| Танзания                                                        | Додома | местопребывание правительства — Дар-эс-Салам |
| Того                                                            | Ломе | |
| Тунис                                                           | Тунис | |
| Уганда                                                          | Кампала | |
| Центральноафриканская Республика                                | Банги | |
| Чад                                                             | Нджамена | |
| Экваториальная Гвинея                                           | Малабо | |
| Эритрея                                                         | Асмара | |
| Эфиопия                                                         | Аддис-Абеба | |
| Южно-Африканская Республика                                     | Претория (исполнительная), Кейптаун (законодательная), Блумфонтейн (судебная)                                       | |
| Южный Судан                                                     | Джуба | |

### Азия
| Страна                                   | Столица                   | Примечания |
| ---------------------------------------- | ------------------------- | --- |
| Республика Абхазия                       | Сухум                     | Де-факто суверенное государство, не имеющее полного международного признания Признаётся ООН де-юре как часть Грузии |
| Азербайджан                              | Баку                      | |
| Армения                                  | Ереван                    | |
| Афганистан                               | Кабул                     | |
| Бангладеш                                | Дакка                     | |
| Бахрейн                                  | Манама                    | |
| Британская Территория в Индийском Океане | Диего-Гарсия              | Заморская территория Великобритании                                                                                 |
| Бруней                                   | Бандар-Сери-Бегаван       | |
| Бутан                                    | Тхимпху                   | |
| Восточный Тимор                          | Дили                      | |
| Вьетнам                                  | Ханой                     | |
| Гонконг                                  | —                         | Специальный административный район КНР                                                                              |
| Грузия                                   | Тбилиси                   | |
| Израиль                                  | Иерусалим                 | |
| Индия                                    | Дели                      | |
| Индонезия                                | Джакарта                  | |
| Иордания                                 | Амман                     | |
| Ирак                                     | Багдад                    | |
| Иран                                     | Тегеран                   | |
| Йемен                                    | Сана                      | |
| Казахстан                                | Астана                    | |
| Камбоджа                                 | Пномпень                  | |
| Катар                                    | Доха                      | |
| Кипр                                     | Никосия                   | |
| Кыргызстан                               | Бишкек                    | |
| Китай                                    | Пекин                     | |
| Кокосовые острова                        | Уэст-Айленд               | Внешняя территория Австралии                                                                                        |
| КНДР                                     | Пхеньян                   | |
| Республика Корея                         | Сеул                      | |
| Кувейт                                   | Эль-Кувейт                | |
| Лаос                                     | Вьентьян                  | |
| Ливан                                    | Бейрут                    | |
| Макао                                    | —                         | Специальный административный район КНР                                                                              |
| Малайзия                                 | Куала-Лумпур              | местопребывание правительства — Путраджайя                                                                          |
| Мальдивы                                 | Мале                      | |
| Монголия                                 | Улан-Батор                | |
| Мьянма                                   | Найпьидо                  | |
| Непал                                    | Катманду                  | |
| ОАЭ                                      | Абу-Даби                  | |
| Оман                                     | Маскат                    | |
| Пакистан                                 | Исламабад                 | |
| Остров Рождества                         | Флайинг-Фиш-Ков           | Внешняя территория Австралии                                                                                        |
| Саудовская Аравия                        | Эр-Рияд                   | |
| Сингапур                                 | Сингапур                  | |
| Сирия                                    | Дамаск                    | |
| Таджикистан                              | Душанбе                   | |
| Таиланд                                  | Бангкок                   | |
| Туркменистан                             | Ашхабад                   | |
| Турция                                   | Анкара                    | Стамбул — столица европейской части Турции                                                                          |
| Узбекистан                               | Ташкент                   | |
| Филиппины                                | Манила                    | |
| Шри-Ланка                                | Шри-Джаяварденепура-Котте | |
| Япония                                   | Токио                     | |
| Азад Кашмир                              | Музаффарабад              | |
| Китайская Республика                     | Тайбэй                    | |
|                                          |                           | |
| Палестина                                | Рамалла                   | |
| Северный Кипр                            | Никосия                   | |
| Южная Осетия                             | Цхинвал                   | Де-факто суверенное государство, не имеющее полного международного признания Признаётся ООН де-юре как часть Грузии |
| Россия                                   | Москва                    | |

; Примечания
1. ↑  Британская территория в Индийском океане иногда считается территорией Африки, поскольку она была исторически частью Маврикия.
2. 1 2  Остров Рождества и Кокосовые острова иногда считаются территориями Океании, поскольку они являются зависимыми территориями Австралии.

### Европа
| Страна               | Столица          | Примечания |
| -------------------- | ---------------- | --- |
| Австрия              | Вена             | |
| Азорские острова     | Понта-Делгада    | Автономный регион в Португалии                                                                                      |
| Аландские острова    | Мариехамн        | Автономная провинция Финляндии (признана международным договором)                                                   |
| Албания              | Тирана           | |
| Андорра              | Андорра-ла-Велья | |
| Беларусь             | Минск            | |
| Бельгия              | Брюссель         | |
| Болгария             | София            | |
| Босния и Герцеговина | Сараево          | |
| Ватикан              | Ватикан          | |
| Великобритания       | Лондон           | |
| Венгрия              | Будапешт         | |
| Германия             | Берлин           | |
| Гернси               | Сент-Питер-Порт  | Коронная земля Великобритании                                                                                       |
| Гибралтар            |                  | Заморская территория Великобритании                                                                                 |
| Греция               | Афины            | |
| Дания                | Копенгаген       | |
| Джерси               | Сент-Хелиер      | Коронная земля Великобритании                                                                                       |
| Ирландия             | Дублин           | |
| Исландия             | Рейкьявик        | |
| Испания              | Мадрид           | |
| Италия               | Рим              | |
| Республика Косово    | Приштина         | Де-факто суверенное государство, не имеющее полного международного признания Признаётся ООН де-юре как часть Сербии |
| Латвия               | Рига             | |
| Литва                | Вильнюс          | |
| Лихтенштейн          | Вадуц            | |
| Люксембург           | Люксембург       | |
| Северная Македония   | Скопье           | |
| Мальта               | Валлетта         | |
| Молдова              | Кишинёв          | |
| Монако               | Монако           | |
| Остров Мэн           | Дуглас           | Коронная земля Великобритании                                                                                       |
| Нидерланды           | Амстердам        | местопребывание правительства — Гаага                                                                               |
| Норвегия             | Осло             | |
| Польша               | Варшава          | |
| Португалия           | Лиссабон         | |
| Приднестровье        | Тирасполь        | Де-факто суверенное государство, не имеющее международного признания Признаётся ООН де-юре как часть Молдавии       |
| Румыния              | Бухарест         | |
| Сан-Марино           | Сан-Марино       | |
| Сербия               | Белград          | |
| Словакия             | Братислава       | |
| Словения             | Любляна          | |
| Украина              | Киев             | |
| Фарерские острова    | Торсхавн         | зависимая территория (автономный регион) Дании (заморский регион Дании)                                             |
| Финляндия            | Хельсинки        | |
| Франция              | Париж            | |
| Хорватия             | Загреб           | |
| Черногория           | Цетине           | местопребывание правительства — Подгорица                                                                           |
| Чехия                | Прага            | |
| Швейцария            | Берн             | |
| Швеция               | Стокгольм        | |
| Шпицберген           | Лонгьир          | Особая территория Норвегии (признана международным договором)                                                       |
| Эстония              | Таллин           | |
| Ян-Майен             | Олонкинбюэн      | Владение Норвегии                                                                                                   |

### Южная Америка

#### Государства
Алфавитный список стран Южной Америки с указанием их столиц, официальных языков, валют, площади, населения и ВВП (указаны значения за 2008 год), а также изображениями их флагов и положения на карте.
| Флаг | Название (Оригинальное название)                | Столица            | Язык                                             | Денежная единица      | Площадь, км² Место в мире | Население, чел. Плотность, чел./км² | ВВПппс, млрд $ ВВП на душу населения, $ | Карта |
| ---- | ----------------------------------------------- | ------------------ | ------------------------------------------------ | --------------------- | ------------------------- | ----------------------------------- | --------------------------------------- | ----- |
|      | Аргентина (Аргенти́нская Респу́блика)             | Буэнос-Айрес       | испанский                                        | аргентинское песо     | 2 780 4008                | 43 417 00014,4                      | 92220 481                               |       |
|      | Боливия (Многонациона́льное Госуда́рство Боли́вия) | Ла-Пас, Сукре      | испанский, кечуа, аймара, гуарани и ещё 33 языка | боливиано             | 1 098 58127               | 11 217 86510,2                      | 41,8333720                              |       |
|      | Бразилия (Федерати́вная Респу́блика Брази́лия)     | Бразилиа           | португальский                                    | бразильский реал      | 8 515 7705                | 212 804 99622 чел                   | 2,35311 281                             |       |
|      | Венесуэла (Боливариа́нская Респу́блика Венесуэ́ла) | Каракас            | испанский                                        | суверенный боливар    | 916 44532                 | 30 761 00032                        | 515,716 700                             |       |
|      | Гайана (Кооперати́вная Респу́блика Гайа́на)        | Джорджтаун         | английский                                       | гайанский доллар      | 214 97085                 | 773 3033,49                         | 3,0824029                               |       |
|      | Колумбия (Респу́блика Колу́мбия)                  | Санта-Фе-Де-Богота | испанский                                        | колумбийское песо     | 1 141 74825               | 48 400 38840,74                     | 682,97714 164                           |       |
|      | Парагвай (Респу́блика Парагва́й)                  | Асунсьон           | испанский, гуарани                               | парагвайский гуарани  | 406 75258                 | 7 003 00017,2                       | 44.5576 229                             |       |
|      | Перу (Респу́блика Перу́)                          | Лима               | испанский, кечуа, аймара                         | перуанский новый соль | 1 285 21619               | 32 162 18424,3                      | 356 2459107                             |       |
|      | Суринам (Респу́блика Сурина́м)                    | Парамарибо         | нидерландский                                    | суринамский доллар    | 163 82190                 | 585 8242,9                          | 3,796765                                |       |
|      | Уругвай (Восто́чная Респу́блика Уругва́й)          | Монтевидео         | испанский                                        | уругвайское песо      | 176 21588                 | 3 444 00618,6                       | 60 89317 875                            |       |
|      | Чили (Респу́блика Чи́ли)                          | Сантьяго           | испанский                                        | чилийское песо        | 756 95037                 | 17 789 26722,81                     | 30516 277                               |       |
|      | Эквадор (Респу́блика Эквадо́р)                    | Кито               | испанский                                        | доллар США            | 283 56073                 | 16 080 77847                        | 109,7596640                             |       |

#### Зависимые территории
| Флаг | Название (Официальное название)          | Столица     | Язык        | Денежная единица           | Площадь, км² | Население, чел. Плотность, чел./км² | Государство    | Карта |
| ---- | ---------------------------------------- | ----------- | ----------- | -------------------------- | ------------ | ----------------------------------- | -------------- | ----- |
|      | Французская Гвиана                       | Кайенна     | французский | евро                       | 91000        | 296,7112,6                          | Франция        |       |
|      | Фолклендские (Мальвинские) острова       | Порт-Стэнли | английский  | фунт Фолклендских островов | 12 173       | 28400,23                            | Великобритания |       |
|      | Южная Георгия и Южные Сандвичевы острова | Грютвикен   | английский  | фунт стерлингов            | 4066         | 300,005                             | Великобритания |       |

Южная Георгия и Южные Сандвичевы острова считаются частью Антарктики.
Примечания
1. 1 2 3 4 5  , , , , и  географически, а также Департаментом статистики ООН классифицируются как азиатские страны, но часто они рассматриваются также как европейские страны, поскольку их территория либо частично располагается в Европе, либо непосредственно с ней граничит, либо находится недалеко от границы Азии и Европы, а также они имеют тесные политические и исторические связи с Европой (в т.ч., они являются членами Совета Европы).
2. ↑   Турецкая Республика Северного Кипра географически классифицируется как азиатская территория, официально не признанная ООН, но, фактически, располагается на территории острова Кипр, на котором находится государство  Республика Кипр, а также имеет тесные политические связи с государством  Турецкая Республика (Турция), которые часто рассматриваются как европейские страны (см. предыд. примечание).
3. ↑  Россия в основном рассматривается более как европейская страна, чем азиатская, несмотря на то, что большинство её территории находится в Азии, поскольку большинство её населения, а также столица находятся в Европе, а также она имеет тесные политические и исторические связи с Европой. Из 8 Федеральных округов Российской Федерации 5 располагаются в Европе (Центральный федеральный округ, Северо-Западный федеральный округ, Южный федеральный округ, Северо-Кавказский федеральный округ, Приволжский федеральный округ, а 3 — в Азии (Уральский федеральный округ, Сибирский федеральный округ, Дальневосточный федеральный округ).